# Hadol
Hadol  [adɔl] ist eine französische Gemeinde mit 2331 Einwohnern (Stand 1. Januar 2022) im Département Vosges in der Region Grand Est (bis 2015 Lothringen). Sie gehört zum Arrondissement Épinal und zum Gemeindeverband Épinal.

## Geografie

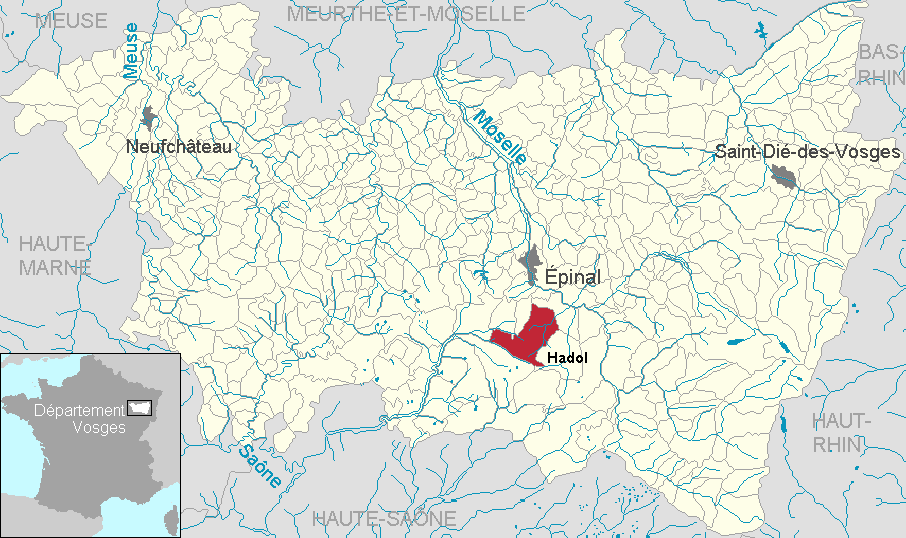
Lage der Gemeinde Hadol im Département Vosges

Die Gemeinde Hadol liegt durchschnittlich 500 Meter über dem Meer auf dem Hochplateau der Vôge, etwa zehn Kilometer südlich der Stadt Épinal. Der Ruisseau des Nauves entwässert das Gebiet um Hadol zur oberen Mosel.
Das fast 50 km² große Gemeindegebiet umfasst neben dem Hauptort Hadol die Ortsteile Buzegney, Géroménil, Grandfaing, Guménil, La Houssière, Le Digneul, Le Roulier, Les Etangs und Senade.
Die Landschaft ist überwiegend von Äckern geprägt, während sich im Süden der Gemeinde mit dem Forêt de Tillonhaie und dem Bois du Haumont ein großes, zusammenhängendes Waldgebiet erstreckt.
Nachbargemeinden von Hadol sind Arches im Norden und Osten, Raon-aux-Bois im Südosten, Xertigny im Südwesten, Uzemain und Uriménil im Westen sowie Dounoux im Nordwesten.

## Geschichte
Der Name Hadol geht zurück auf den germanisch überformten keltischen Begriff Hha, der so viel wie dürrer, trockener Boden bedeutete; Do wurde eine Anhöhe genannt. Im Lauf der Jahrhunderte änderte sich die Schreibweise des Ortes oft: so wurde aus Haidors über Haidois, Hadoz, Haidous, Haido, Haidolz, Hardo, adoy, Haidoz, Haydo, Haidol, Hadon, Adou, Hadol, Hadolia, Haidot, Haddal, Hadeau, Hadot und Herdoth (letzteres noch 1793) schließlich Hadol. Interessant ist, dass der Ort heute im regionalen Dialekt Hado genannt wird.
Entstanden ist Hadol aus einem Unterdorf (Hadol-la-Basse) und einem Oberdorf (Hadol-la-Haute).
Im Jahr 1005, das als Gründungsjahr der Gemeinde gilt (Tausendjahrfeier 2005), wurde ein Turm auf einem Sporn errichtet, der eine weite Sicht nach Osten ermöglichte. An dieser Stelle wurde später die Kirche gebaut. Unter dem Portal der Kirche findet man die vermutlich mit einem Speer eingeritzte Inschrift „Cette tour a été fondée pour la première fois en l’an 1005“ („Dieser Turm wurde zum ersten Mal im Jahre 1005 gegründet“).
Hadol gehörte bis 1580 und von 1653 bis 1680 zur heutigen Nachbargemeinde Arches.
Im Dreißigjährigen Krieg erlebte Hadol 1630 den Einfall der Schweden. Während einer Pest-Epidemie wirkte der später heiliggesprochene Priester Pierre Fourier in Hadol und Umgebung.

### Bevölkerungsentwicklung
| Jahr      | 1962 | 1968 | 1975 | 1982 | 1990 | 1999 | 2006 | 2013 | 2021 |
| Einwohner | 1491 | 1503 | 1580 | 1997 | 2019 | 2071 | 2211 | 2351 | 2349 |

Im Jahr 1861 wurde mit 3288 Bewohnern die bisher höchste Einwohnerzahl ermittelt. Die Zahlen basieren auf den Daten von cassini.ehess und INSEE.

## Sehenswürdigkeiten
- Kirche Saint-Gengoult aus dem 19. Jahrhundert
- Flurkreuze in den Ortsteilen Géroménil und Guménil

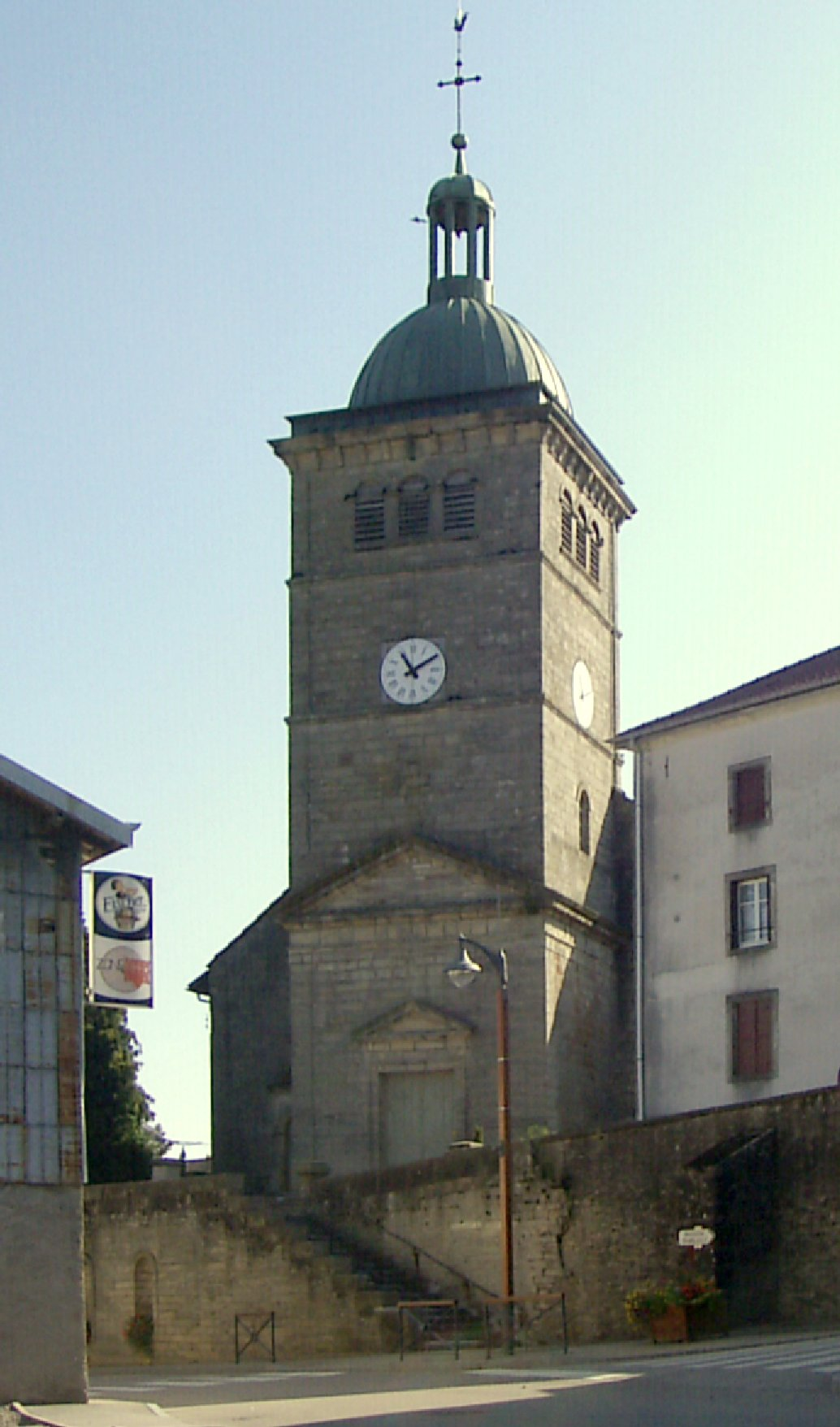
Kirche Saint-Gengoult
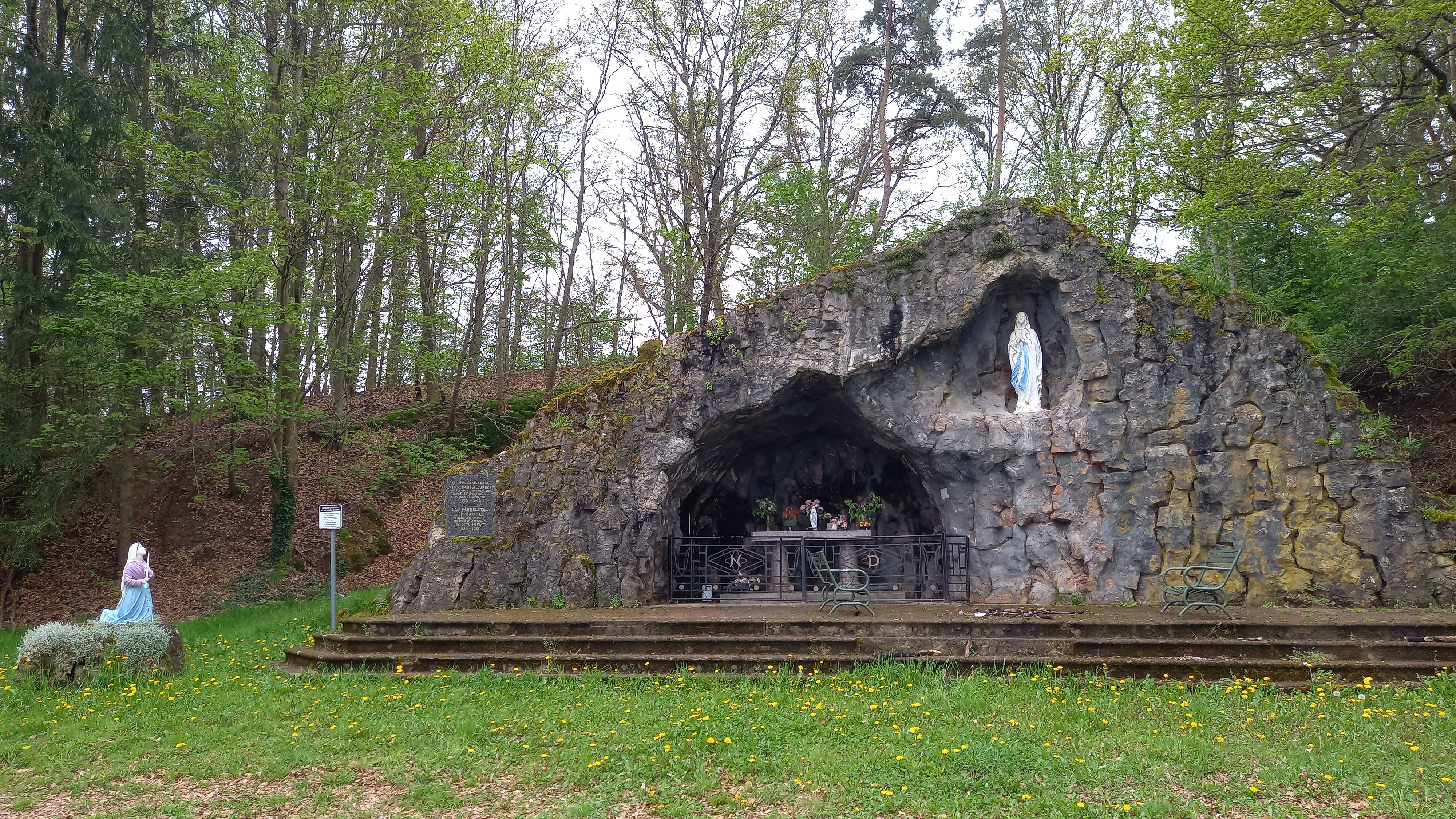
Lourdesgrotte

## Wirtschaft und Infrastruktur
In der großflächigen Gemeinde Hadol sind 57 Landwirtschaftsbetriebe ansässig (Anbau von Getreide, Futterpflanzen, Gemüse und Obst, Milchwirtschaft, Zucht von Pferden, Rindern, Schafen, Ziegen und Geflügel).
Hadol ist Standort zweier Grundschulen (École du Centre und École de Géroménil) und eines Kindergartens.
Landstraßen führen sternförmig in die Nachbargemeinden Hadols. Die Nationalstraße 434 (Épinal-Charmoille) führt westlich an Hadol vorbei. Der nahe Bahnhof in Dounoux liegt an der Bahnstrecke Blainville-Damelevières–Lure.

## Persönlichkeiten
- Jean-Paul Mathieu (* 1940), katholischer Geistlicher, Altbischof von Saint-Dié
- Louis Vivin (1861–1936), Maler

## Belege
1. ↑  Geschichte auf vosges-archives.com
2. ↑  Hadol auf cassini.ehess
3. ↑  Hadol auf INSEE
4. ↑  Landwirtschaftsbetriebe auf annuaire-mairie.fr (französisch)